# Phil Parkes
Phil Parkes, född 8 augusti 1950, är en engelsk före detta professionell fotbollsspelare.
Parkes inledde karriären i Walsall, där han gjorde närmare 100 matcher innan han i juni 1970 värvades av Queens Park Rangers för 15 000 pund. Efter totalt 406 matcher i QPR såldes han i februari 1979 till West Ham United för 565 000 pund och blev då världens dyraste fotbollsmålvakt. Han spelade i West Ham fram till och med 1990 då han gick över till Ipswich Town. Parkes spelade en landskamp för England, mot Portugal 1974.